# Rodney Begnaud
Rodney Begnaud (Lafayette (Louisiana), 12 oktober 1970) is een Amerikaans professioneel worstelaar die vooral bekend is van zijn tijd bij World Wrestling Entertainment als Rodney Mack, van 2002 tot 2004.
Begnaud is getrouwd met Carlene Moore, beter bekend als Jazz, met wie hij een tweeling heeft. Begnaud is bevriend met voormalig manager, Theodore Long, en verscheidene worstelaars zoals Mark Henry, Gregory Helms, Rey Mysterio, Bret Hart, Randy Orton en Shelton Benjamin. Hij was ook een vriend van Chris Benoit.

## In het worstelen
- Finishers
  - Blackout
  - Cobra clutch slam – WWE
  - DDT
  - Running powerslam – OVW
  - Spear

- Signature moves
  - Double underhook powerbomb
  - Headbutt
  - Spinebuster
  - STO

- Managers
  - Nidia
  - Theodore Long

- Bijnamen
  - "Badd Dogg"
  - "The Pitbull"

- Worstelaars getraind door Begnaud
  - Jazz
  - Kevin Douglas
  - Trudi DeNucci
  - Byron Wilcott
  - Chris Chronic
  - JD Kerry

## Prestaties
- All-American Wrestling (Louisiana)
  - AAW Tag Team Championship (1 keer: met Heidenreich)

- NWA Southwest
  - NWA Texas Heavyweight Championship (3 keer)

- Ohio Valley Wrestling
  - OVW Southern Tag Team Championship (1 keer: met Shelton Benjamin)

- XCW Wrestling
  - XCW Heavyweight Championship (1 keer)